# Hórreo (ciudad)

Mapa con la ubicación aproximada de algunas de las principales ciudades del antiguo Epiro donde se aprecia la situación de Hórreo, al sureste.

Hórreo (en griego, Ὅρραον) fue una antigua ciudad griega en la región de Epiro.
Fue fundada durante la primera mitad del siglo IV a. C. Tito Livio dice que, cuando el ejército romano al mando de Lucio Anicio Galo marchó contra las ciudades de Epiro en el 167 a. C., tras la tercera guerra macedónica, la ciudad de Hórreo fue junto con Fílace, Tecmón y Pasarón, una de las que no se rindieron, por lo que fue asediada y tomada por el ejército romano.
Se identifica con unos restos arqueológicos situados cerca de la actual Ammotopos.